# Mihajilo Popović
Mihajilo Popović (serb. cyr. Михајило Поповић, ur. 1 stycznia 1993 w Rumie) – serbski piłkarz występujący na pozycji prawego obrońcy w słowackim klubie Tatran Liptowski Mikułasz. 